# Orosz női kézilabda-válogatott
Az orosz női kézilabda-válogatott Oroszország nemzeti csapata, amelyet a Orosz Kézilabda-szövetség irányít. 2001-ben, és 2005–2009 között egymás után háromszor világbajnok, valamint a 2016-os nyári olimpián aranyérmet szerzett. Európa-bajnokságon az eddig legjobb eredménye a 2006-ban és 2018-ban nyert ezüstérem.

## A válogatott története

### 1993–1999: Instabilitás, az átalakulás évei
Az önálló orosz válogatott először 1993-ban, a Szovjetunió felbomlását követően jött létre és lépett pályára. Az 1992-es olimpián Egyesített Csapat néven bronzérmes lett a válogatott, majd az ezt követő nyolc évben nem tudta kiharcolni az ötkarikás játékokon való részvételt.
Ebben az időszakban négy szövetségi kapitány irányította a csapatot, az egyetlen kiemelkedőnek mondható eredményt pedig az 1997-es világbajnokság negyedik helye jelentette. Az 1998-as Európa-bajnokságon csak kilencedik, míg az 1999-es világbajnokságon a tizenkettedik helyen zárt az orosz válogatott.

### 1999–2009: Az aranykor
1999 végén Jevgenyij Trefilov vette át a nemzeti csapat irányítását és fiatalításba kezdett a válogatottnál, aminek első eredménye a 2000-es Európa-bajnokságon elért harmadik helyezés volt.
A következő évi világbajnokságon a veterán Szvetlana Bogdanova mellett többnyire a fiatal tehetségekre építő orosz válogatott a tornán mind a kilenc mérkőzését megnyerve egészen a döntőig jutott, ott pedig a norvégokat győzte le 30–25 arányban.
A sikerek mellett voltak a csapatnak gyengébb eredményei is, a 2002-es Európa-bajnokságon elért negyedik helyezést követően a következő évi világbajnokságon csak hetedik lett az együttes, így pedig nem sikerült kiharcolni az olimpiai kvalifikációt. A 2004-es Európa-bajnokságon negyedik lett a csapat, a bronzmérkőzésen a házigazda magyar válogatottól kapott ki 29–25 arányban. Ezek után kisebb meglepetésre a 2005-ben hazai pályán rendezett világbajnokságon újabb aranyérmet szerzett Trefilov együttese.
A 2006-os Európa-bajnokságon Oroszország a döntőben veszített Norvégia ellen 27–24 arányban, hiába nyújtott kiemelkedő teljesítményt a mérkőzés során az All Star-csapatba is beválasztott Inna Szuszlina. Egy évvel később, a Franciaországban rendezett világbajnokságon újból a norvégokkal találkozott az orosz csapat, azonban ezúttal 29–24 arányban győzött, harmadik világbajnoki címét is megszerezve. Polina Vjahireva az All Star csapatba is bekerült a tornán nyújtott teljesítménye által, míg Szuszlina ez alkalommal is kimagaslóan védett a döntőben. Egy évvel később, a pekingi olimpia döntőjében újra ez a két csapat találkozott, és ezúttal a norvégok győztek 34–27 arányban.
Az ötkarikás játékokat követően több meghatározó klasszis, így Anna Karejeva, Okszana Romenszkaja és Natalja Sipilova is visszavonult a kézilabdázástól, ráadásul a 2008-as Európa-bajnokságot megelőzően több sérült játékos is hiányzott a csapatból, amely kilenc tornaújonccal vágott neki a kontinenstornának, ahol a harmadik helyen végeztek.
A 2009-es világbajnokságon a csapat megszerezte negyedik aranyérmét is, miután az elődöntőben a norvégokat, a döntőben pedig Franciaországot győzték le (25–22).

### 2009–2013: Trefilov távozása után
A 2009-es világbajnokságot követően az orosz válogatott több világversenyen is csalódást keltő eredményeket ért el. A 2010-es Európa-bajnokságon hetedik, a 2011-es világbajnokságon hatodik lett, a 2012-es olimpián pedig a negyeddöntőben búcsúzott, míg a 2013-as világbajnokságra nem sikerült kvalifikálnia magát a csapatnak.

### 2013–19: Trefilov visszatérése, az első olimpiai aranyérem
2013. szeptember 16-án újból Jevgenyij Trefilovot nevezték ki szövetségi kapitánynak. Ugyan a 2014-es Európa-bajnokságon története legrosszabb eredményét elérve csak 14. lett a csapat, sikerült kijutniuk a 2015-ös világbajnokságra, miután a selejtezőben összesítésben jobbnak bizonyultak a németeknél. A vb-t az ötödik helyen zárták.
Oroszország harmadik alkalommal kvalifikált az olimpiára, a 2016. március 18–20-án Asztrahánban rendezett kvalifikációs tornán keresztül. Az ötkarikás játékokon a csoportkörben minden ellenfelét legyőzte a csapat. A negyeddöntőben Angola volt az ellenfél, majd Norvégiát egy hosszabbításba torkolló elődöntőben győzte le az együttes. A döntőben Franciaország volt az ellenfél, Oroszország 22–19 arányban győzött és megszerezte története első olimpiai aranyérmét.
A 2018-as Európa-bajnokságon Trefilov utoljára irányította a válogatottat, amely 2006 után először jutott be a kontinensbajnokság döntőjébe, ahol a házigazda Franciaországtól kapott ki 24–21-re.

### 2019–: Ambros Martín érkezése, új éra kezdete
2019 augusztusában a spanyol Ambros Martín lett az új szövetségi kapitány, Trefilov pedig az Orosz Kézilabda Szövetség alelnökeként folytatta. Oroszország harmadik lett a 2019-es világbajnokságon.

## Részvételei a különböző világversenyeken

### Nyári olimpiai játékok
- 1996: Nem jutott ki
- 2000: Nem jutott ki
- 2004: Nem jutott ki
- 2008:  Ezüst
- 2012: 8. hely
- 2016:  Arany
- 2020:  Ezüst

### Világbajnokság
- 1993: 5. hely
- 1995: 6. hely
- 1997: 4. hely
- 1999: 12. hely
- 2001:  Arany
- 2003: 7. hely
- 2005:  Arany
- 2007:  Arany
- 2009:  Arany
- 2011: 6. hely
- 2013: nem jutott ki
- 2015: 5. hely
- 2017: 5. hely
- 2019:  Bronz
- 2021: 8. hely

### Európa-bajnokság
- 1994: 6. hely
- 1996: 7. hely
- 1998: 9. hely
- 2000:  Bronz
- 2002: 4. hely
- 2004: 4. hely
- 2006:  Ezüst
- 2008:  Bronz
- 2010: 7. hely
- 2012: 6. hely
- 2014 : 14. hely
- 2016: 7. hely
- 2018:  Ezüst
- 2020: 5. hely

## Szövetségi kapitányok
- Szergej Avaneszov (1993–1994)
- Levon Akopjan (1995–1996)
- Igor Jeszkov (1997–1998)
- Alekszandr Taraszikov (1999)
- Jevgenyij Trefilov (2000–2012)
- Vitalij Krohin (2012–2013)[15]
- Jevgenyij Trefilov (2013–2019)[16]
- Ambros Martín (2019–2020)[17]
- Alekszej Alekszejev (2021)[18]
- Ljudmila Bodnyijeva (2021–)[19]

## A2020-as olimpiáranevezett keret
| #  | név                       | poszt      | születési hely | jelenlegi klubja |
| -- | ------------------------- | ---------- | -------------- | ---------------- |
| 1  | Anna Szedojkina           | kapus      | Volgográd      | CSKA Moszkva     |
| 2  | Polina Kuznyecova         | balszélső  | Sopokov        | Rosztov-Don      |
| 8  | Anna Szeny                | balátlövő  | Krasznodar     | Rosztov-Don      |
| 13 | Anna Vjahireva            | jobbátlövő | Volgográd      | Rosztov-Don      |
| 17 | Vladlena Bobrovnyikova    | balátlövő  | Krasznodar     | Rosztov-Don      |
| 19 | Kszenyija Makejeva        | beálló     | Ufa            | Rosztov-Don      |
| 23 | Jelena Mihajlicsenko      | balátlövő  | Togliatti      | CSKA Moszkva     |
| 28 | Antonia Szkorobagatcsenko |            |                |                  |
| 36 | Julija Manaharova         | jobbszélső |                | Rosztov-Don      |
| 63 | Krisztyina Kozsokar       | balszélső  |                | Rosztov-Don      |
| 67 | Anasztaszija Illarionova  | beálló     |                | CSKA Moszkva     |
| 77 | Jaroszlava Frolova        | irányító   |                | Rosztov-Don      |
| 88 | Viktorija Kalinyina       | kapus      |                | CSKA Moszkva     |